# NGC 4622
NGC 4622 är en bakvänd spiralgalax på ungefär 111 miljoner ljusårs avstånd i stjärnbilden Kentauren. 
I flertalet spiralgalaxer brukar armarna släpa, armarnas spets pekar i motsatt riktning till galaxens rotation. NGC 4622 är en "bakvänd" spiralgalax, med vilket avses att dess armar leder rotationsriktningen.  I detta fall har galaxen dessutom en inre släpande arm, som alltså är snurrad runt galaxen i motsatt riktning. Man vet ännu inte vad som orsakar detta, men man tror att NGC 4622 har interagerat med en annan galax. Galaxens kärna ger oss nya bevis för en blandning mellan NGC 4622 och en mindre galax.